# Sarothrura rufa
La polluela rufa (Sarothrura rufa) es una especie de ave gruiforme de la familia Rallidae, que se encuentra en Angola, Botsuana, Burundi, Camerún, República Centroafricana, República del Congo, República Democrática del Congo, Etiopía, Gabón, Kenia, Liberia, Malaui, Mozambique, Namibia, Nigeria, Ruanda, Sierra Leona, Sudáfrica, Suazilandia, Tanzania, Togo, Uganda, Zambia y Zimbabue.

## Hábitat
Vive entre juncos y pastizales altos anegados, pantanos y pequeñas lagunas de valles inundables (vleis).

## Descripción
Mide 15 a 17 cm de longitud. Presenta dimorfismo sexual. El macho adulto presenta plumaje rufo o castaño rojizo en la cabeza, nuca, cuello y pecho; con el dorso, vientre y alas negras con líneas blancas y la cola característicamente negra. El plumaje de la hembra es marrón con entramados; las mejillas y la garganta pálidas y la cola negruzca a parda oscura.